# Encentrum diglandula
Encentrum diglandula is een raderdiertjessoort uit de familie Dicranophoridae. De wetenschappelijke naam van deze soort is voor het eerst geldig gepubliceerd in 1926 door Zavadovsky.